# Diplomatmordet

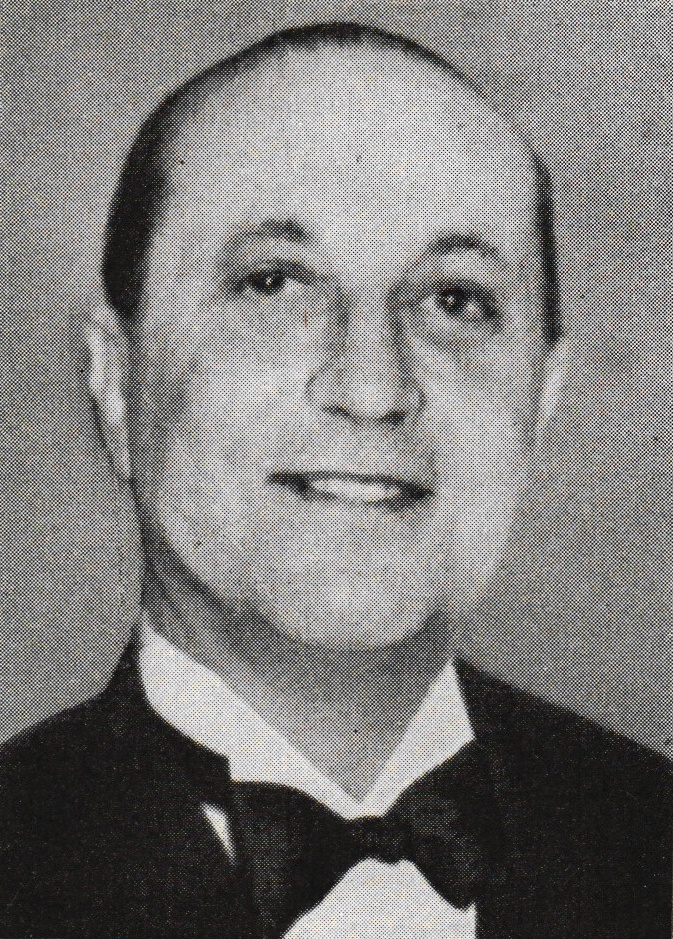
Den mördade italienske ambassadören Alberto Bellardi Ricci.

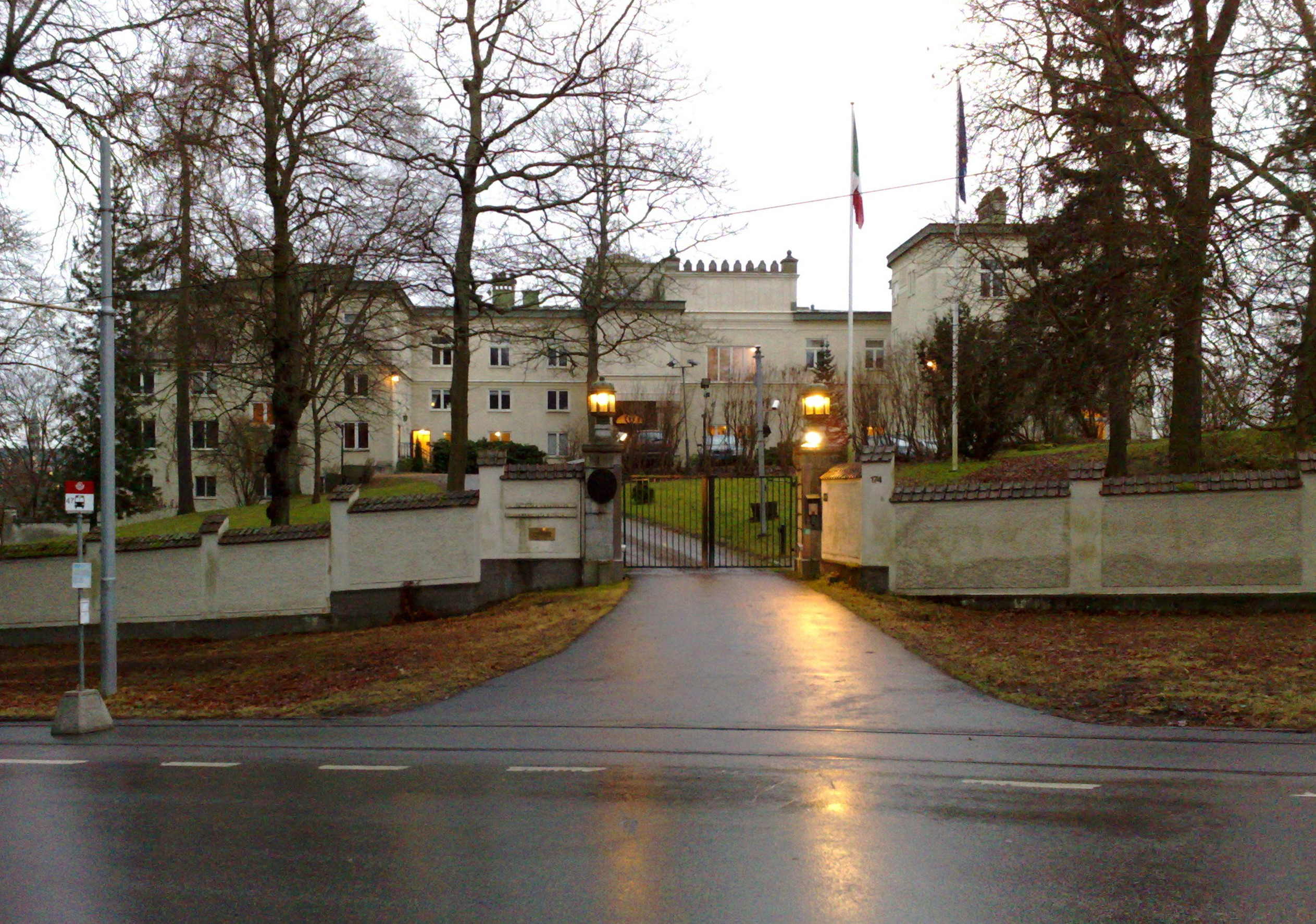
Italienska ambassaden i Villa Oakhill på Djurgården där mordet begicks.

Diplomatmordet, ibland även kallat Ambassadmordet, var ett mord som ägde rum den 25 december 1947 inne på den italienska ambassaden i Stockholm då den italienska ambassadören Alberto Bellardi Ricci (1892–1947) höggs ihjäl av Giuseppe Capocci (1908–1954), en italiensk man bosatt i Sverige. Gärningsmannen, som var psykiskt sjuk, dömdes till sluten psykiatrisk vård och utvisning till Italien.

## Bakgrund och händelseförlopp
Gärningsmannen, den 39-årige ballongförsäljaren Giuseppe Capocci, hade vistats i Stockholm sedan 1920-talet och var bosatt på Södermalm tillsammans med sin hustru och deras två barn. Capocci led av psykiska problem, och 1940 blev han inlagd på Långbro sjukhus med diagnosen schizofreni. På grund av sin dåliga psykiska hälsa förblev han sedan inlagd där under åren som följde. Capocci var själv dock övertygad om att han var frisk, och att han i själva verket var utsatt för en komplott iscensatt av den italienska ambassaden i Stockholm; under sin tid på Långbro började han planera att hämnas genom att mörda den italienske ambassadören i Stockholm. Inför julhelgen 1947 beviljades Capocci en 12 timmar lång permission från sjukhuset för att få fira jul med sin familj. Inför permissionen hade överläkaren på Långbro gjort bedömningen att det inte förelåg någon risk med en permission; hustrun uppmanades dock att hålla ett vakande öga på sin make. 
På juldagen den 25 december 1947 åkte Capocci från Långbro sjukhus hem till sin familj på Södermalm. Efter några timmar ville dock Capocci gå ut ensam; hustrun försökte få honom att stanna kvar i hemmet, men förgäves. Capocci lämnade bostaden och tog en spårvagn ut till Djurgården och italienska ambassaden, som var belägen i palatset Villa Oakhill. Hustrun följde efter på avstånd. 
På italienska ambassaden hade ambassadören Alberto Bellardi Ricci samlat hela personalen till jullunch när Capocci och hans hustru, som nu givit sig till känna för maken, anlände och blev insläppta. De visades in till legationens väntrum varpå Capocci överlämnade en handskriven lapp till ambassadsekreteraren innehållande en lång utläggning om Benito Mussolini och den italienska fascistregimen. Lappen överlämnades till ambassadören, som efter att ha läst den kom ut till väntrummet där Capocci och hustrun väntade. Ambassadören försökte förmå Capocci, som nu börjat uppträda mycket förvirrat, att lämna ambassaden. Capocci plockade då fram en sax ur fickan, bröt isär skänklarna på saxen, utmanade ambassadören på duell och ropade ”Churchills cigarr!” Han kastade sig sedan över Ricci, och lyckades hugga honom totalt sex gånger med en av saxskänklarna innan han övermannades och avväpnades av tjänstefolk och ambassadpersonal. Ambulans och polis tillkallades, och Capocci greps på platsen. Ambassadören avled på väg till sjukhus. Legationssekreteraren Cittadini Cesi fick lindriga skador.
Giuseppe Capocci dömdes för mordet till sluten psykiatrisk vård och utvisades till Italien och lades in på ett mentalsjukhus där han förblev under återstoden av sitt liv. Han avled 1954, 45 år gammal.